# 泰德·克魯澤伍斯基
提奧多·伯納德·克魯澤伍斯基（英語：Theodore Bernard Kluszewski，1924年9月10日—1988年3月29日），為美國職棒大聯盟的一壘手。生涯曾效力過紅人/紅腿、海盜、白襪與天使等隊。
1959年8月25日，他被交易到白襪隊。最後他幫助球隊打進世界大賽，雖然球隊2勝4敗被淘汰，不過克魯澤伍斯基繳出3成91的打擊率，並敲出3轟與10分打點，至今仍是世界大賽6場比賽內的個人紀錄。1962年，他成功入選紅人隊名人堂。

## 職業生涯

### 辛辛那提紅人
1947年，克魯澤伍斯基進入紅人隊開幕戰先發名單。他在大聯盟待了一個月後回到小聯盟，並在9月重返大聯盟。隔年他正式成為球隊先發一壘手。

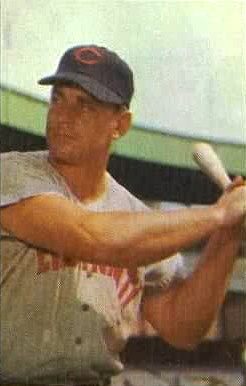
克魯澤伍斯基的招牌短袖

克魯澤伍斯基的選球能力相當傑出，他有10個球季的單季保送數多於三振數。1955年，他更是寫下單季敲出47轟及吞下40次三振的罕見紀錄，自此，沒有任何人能夠複製單季敲出40轟且吞下不到40次三振的紀錄。
1953年到1956年可說是克魯澤伍斯基的巔峰期，這四年他都入選明星賽。一共累積敲出171轟，為大聯盟最多。而這四年期間，他平均都能敲出35轟以上，但三振數又比全壘打數還少。
1954年，克魯澤伍斯基敲出聯盟最多的49轟與141分打點，讓他同時拿下全壘打王和打點王。不過他的打擊率3成26排在聯盟第五，讓他沒能達成打擊三冠王頭銜。不過他仍在MVP票選上拿下第二名。其實他在9月中的打擊率還排在聯盟第二，不過後面陷入打擊低潮，讓他沒能夠衝擊打擊王頭銜。
1956年9月，克魯澤伍斯基因為背傷導致單月打擊率僅2成02，並只敲出2轟。他的傷勢在隔年球季惡化，讓他不得不轉任代打。1957年，他僅連續6場比賽，剩餘球季全部擔任代打工作。不過他依舊被認為是紅人隊史防守最強的一壘手，後來紅人在1998年7月18日將他的18號球衣退休。

### 匹茲堡海盜
1957年12月28日，紅人將克魯澤伍斯基交易到海盜，換來Dee Fondy。而克魯澤伍斯基在春訓期間也表示背部傷勢減緩許多。該年他出賽100場比賽，打擊率為2成92。不過傷勢還是對他有一定影響，因為他整季僅擊出4轟。
1959年，他在海盜隊出賽60場比賽。最後他在季中被交易到白襪隊。

### 芝加哥白襪
當時白襪在和印地安人爭奪美聯冠軍。不過白襪隊的陣容深度很有限，只有新秀諾姆·凱許和老將Earl Torgeson能夠維持穩定的打擊火力。而克魯澤伍斯基地到來也成功幫助白襪隊火力升級，雖然他後面都沒有敲出全壘打，但打擊率還是維持在2成97。
到了世界大賽，克魯澤伍斯基馬上展現他的進攻火力。首戰他就敲出雙響砲，其中第3局白襪更是單局攻下3分，最終以11比0大勝道奇。第6場也敲出3分砲，總計他在世界大賽的打擊率高達3成91，並打回10分打點。可惜最後白襪2勝4敗輸給道奇，無緣拿下冠軍。
1960年，克魯澤伍斯基入選開幕戰先發名單。不過他沒能再複製前一年季後賽的火燙手感，到後來只能淪為代打角色。這年白襪隊老闆Bill Veeck突發奇想，設計了一套球員背後有姓氏的球衣。而克魯澤伍斯基也成為大聯盟首位背後名字被拼錯的球員。他的名字從Kluszewski變成Kluszewsxi。
後來大聯盟進行第一次擴編，白襪隊也將克魯澤伍斯基排除在保護名單之外。最後他被天使隊選走。

### 洛杉磯天使
1961年，腿部傷勢依舊困擾著克魯澤伍斯基，導致他開季表現不佳。不過他在4月11日敲出全壘打，成為天使隊史的首轟。
克魯澤伍斯基在最後一年和另一名老將Steve Bilko輪流擔任球隊一壘手。整季他的打擊率為2成43，並敲出15轟與39分打點。

## 生涯打擊成績
| 出賽次數 | 打席 | 打數 | 得分 | 安打 | 二安 | 三安 | 全壘打 | 打點 | 盜壘 | 保送 | 三振 | 打擊率 | 上壘率 | 長打率 | OPS  |
| -------- | ---- | ---- | ---- | ---- | ---- | ---- | ------ | ---- | ---- | ---- | ---- | ------ | ------ | ------ | ---- |
| 2089     | 7914 | 6705 | 1045 | 1820 | 241  | 41   | 377    | 1104 | 43   | 1043 | 1091 | .271   | .374   | .488   | .862 |

## 退休後與逝世
1958年，克魯澤伍斯基開始經營牛排館。1970年，他擔任紅人隊的打擊教練。大紅機器也是因為他而發揚光大，最後他在1975年和1976年隨隊獲得世界大賽冠軍。
1979年，克魯澤伍斯基因為健康因素漸漸退居幕後。1986年，他因為心臟病急需動緊急冠狀動脈旁路移植手術，最後選擇跟球隊辭職。1988年3月29日，克魯澤伍斯基因二次心臟病發辭世，享年63歲。

## 榮譽
- 1962年，克魯澤伍斯基入選紅人隊名人堂。

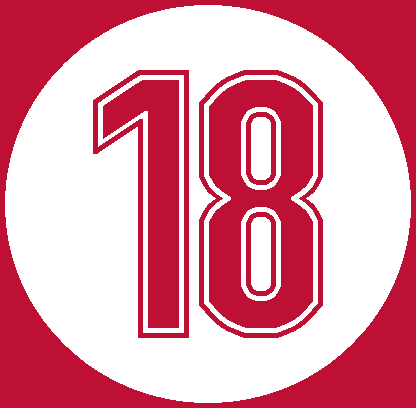
1998年，紅人隊將克魯澤伍斯基的18號球衣退休。

- 1974年，克魯澤伍斯基入選波蘭裔美國人運動名人堂。[4]

- 1998年7月18日，背號18號被紅人隊永久退休。

- 2003年，紅人隊主場設置克魯澤伍斯基的塑像。

## 外部連結
- 球員資訊和成績在MLB，ESPN，Baseball-Reference，Fangraphs（英文）
- 泰德·克魯澤伍斯基在台灣棒球維基館上的頁面（繁體中文）